# كيفن روز
كيفن روز (بالإنجليزية: Kevin Rose)‏ (23 نوفمبر 1960 في المملكة المتحدة - ) هو لاعب كرة قدم بريطاني في مركز حراسة المرمى. لعب مع بولتون واندررز ونادي روتشديل ونادي كارلايل يونايتد ونادي هيرفورد ونادي كيدرمينستر هاريرز لكرة القدم ولينكولن سيتي أف سي ونادي ووستر سيتي وإف سي هاليفاكس تاون وEvesham United F.C. ‏ وRedditch United F.C. ‏ ونادي لدبري تاون.

## وصلات خارجية
- كيفن روز على موقع قاعدة بيانات كرة القدم.إي يو (الإنجليزية)